# Hicham ben Mohammed
Pour l’article homonyme, voir Moulay Hicham (1964).
 (février 2010).
Si vous disposez d'ouvrages ou d'articles de référence ou si vous connaissez des sites web de qualité traitant du thème abordé ici, merci de compléter l'article en donnant les références utiles à sa vérifiabilité et en les liant à la section « Notes et références ».
Moulay Hicham, né en 1748 et mort en 1799, est un sultan du Maroc de la dynastie alaouite. Fils du sultan Mohammed ben Abdellah et de son épouse Lalla Fatima bint Sulaiman, il règne entre 1792 et 1797.

## Biographie
En 1792, durant le règne de son frère Moulay Yazid, il est proclamé sultan a Marrakech par les Rehamna, les Abda et les tribus du Houz. En conséquence, Moulay Hicham combat à Tâzkourt son frère le sultan Moulay Yazid qui victorieux de la bataille, succomba à une blessure le 23 février 1792 à Marrakech. Mais après la mort de ce dernier, son autre frère Moulay Slimane est officiellement proclamé à Fès et le supplante. Il combat également son frère Moulay Slimane jusqu'en 1797 pour obtenir le pouvoir, mais n'y parvient pas, et deux ans après, meurt des suites d'une épidémie à Marrakech.

## Enfants
1. Moulay Abderrahmane, sultan du Maroc.
2. Moulay Mohammed El Mamoun[6].
3. Moulay Mohammed al-Yazid bin Hicham[7].
4. Moulay Ibrahim[8].